# ドゥエンツァ圏
ドゥエンツァ圏（ドゥエンツァけん、フランス語: Cercle de Douentza）は、マリ共和国の地方行政区画でドゥエンツァ州を構成する圏のひとつ。行政の中心地はドゥエンツァにおかれる。下級単位のコミューンは2009年時点で15団体あり、2009年の統計で人口は247,794人を数える。
2012年のトゥアレグ族の反乱中、同年4月のアザワド解放民族運動による領有権主張においてアザワド国家の最南端となっていた。その後の6月にはイスラム過激派と地元民兵との間で抗争が生じている。ドゥエンツァはイスラム過激派が実効支配していたが、2013年1月21日にフランスが奪還を発表した。
2023年2月22日、行政区画再編によりモプティ州からドゥエンツァ州に移管され、一部のコミューンが分離した。

## コミューン
ドゥエンツァ圏には2009年時点で以下のコミューンがある。2023年2月22日の行政区画再編により、オンボリ、モンドロは単独の圏に昇格した。
- ダラー (マリ共和国)（fr:Dallah）
- ダンゴル＝ボレ（fr:Dangol-Boré）
- デベレ（fr:Débéré）
- ディアンヴェリー（fr:Dianwély）
- ディジャプトディジ（fr:Djaptodji）
- ドゥエンツァ（fr:Douentza）
- ガンダミア（fr:Gandamia）
- アイレ（fr:Haïré）
- オンボリ（fr:Hombori）
- ケレナ（fr:Kéréna）
- コラロー（fr:Korarou）
- クーベウェル・クーンディア（fr:Koubéwel Koundia）
- モンドロ（fr:Mondoro）
- ペタカ（fr:Pétaka）
- テッドジェ（fr:Tédjé）